# Hr.Ms. Ardjoeno (1940)
Hr.Ms. Ardjoeno (HMV 9) was een gemilitariseerd gewestelijk patrouillevaartuig van de Gouvernementsmarine vernoemd naar de berg Ardjoeno op het Indonesische eiland Java. In verband met de oorlogsdreiging in Nederlands-Indië werd het schip omgebouwd tot hulpmijnenveger en in dienst gesteld onder commandant LTZ 3 J. Monteiro. Omdat het schip niet kon vluchten werd het 3 maart 1942 door de eigen bemanning tot zinken gebracht op het Marine Etablissement te Soerabaja. Het werd door de Japanners gelicht en in dienst gesteld als hulponderzeebootjager 102. Na de Tweede Wereldoorlog werd het schip teruggevonden in Soerabaja, maar moest worden afgeschreven vanwege de slechte staat.
Van de schepen Ardjoeno, Kawi en Salak, zijn er twee door de Japanse bezetter gelicht en in dienst genomen als hulponderzeebootjagers. De eerste als hulponderzeebootjager 109 op 15 maart 1943, die op 14 augustus 1943 te Balikpapan uitbrandde na een geallieerde luchtaanval. Het tweede gelichte schip werd als hulponderzeebootjager 110 op 27 september 1943 in dienst genomen door de Japanse strijdkrachten. Het lot van dit schip was om op 5 maart 1945 tot zinken te worden gebracht in de Straat Sape als het gevolg van een geallieerde luchtaanval.